# HMS Mauritius (80)
HMS Mauritius (80) là một tàu tuần dương hạng nhẹ lớp Crown Colony của Hải quân Hoàng gia Anh Quốc; được đặt tên theo đảo Mauritius, vốn là một thuộc địa của Đế quốc Anh khi nó được chế tạo vào cuối những năm 1930. Nó đã hoạt động trong Chiến tranh Thế giới thứ hai, và sau chiến tranh đã tiếp tục phục vụ tại Địa Trung Hải và Đông Ấn cho đến khi ngừng hoạt động năm 1952 và được tháo dỡ vào năm 1965.

## Thiết kế và chế tạo
Mauritius được đóng bởi hãng Swan Hunter tại Newcastle upon Tyne, được đặt lườn vào ngày 31 tháng 3 năm 1938. Nó được hạ thủy vào ngày 19 tháng 7 năm 1939 và được đưa ra hoạt động vào ngày 4 tháng 1 năm 1940.

## Lịch sử hoạt động

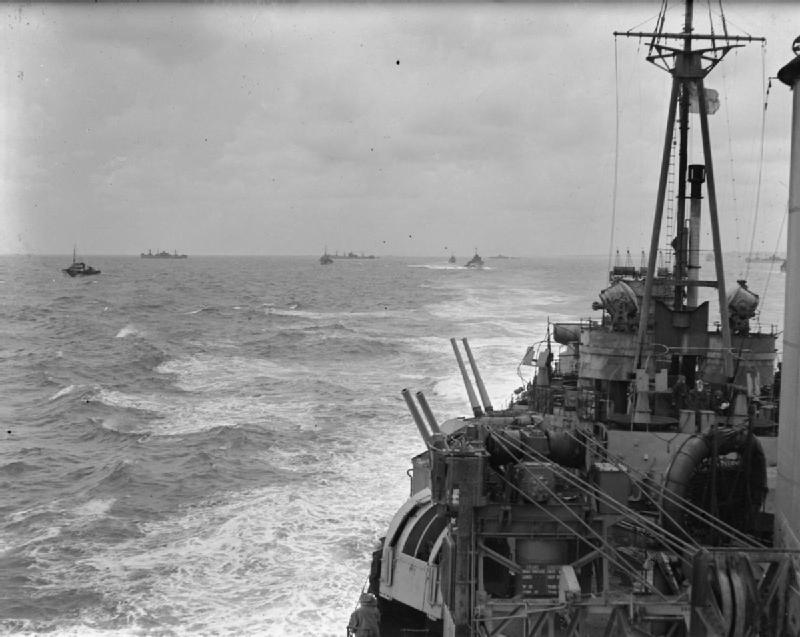
HMS Mauritius cùng các tàu Đồng Minh khác ngoài khơi bãi đổ bộ Anzio, tháng 3 năm 1944

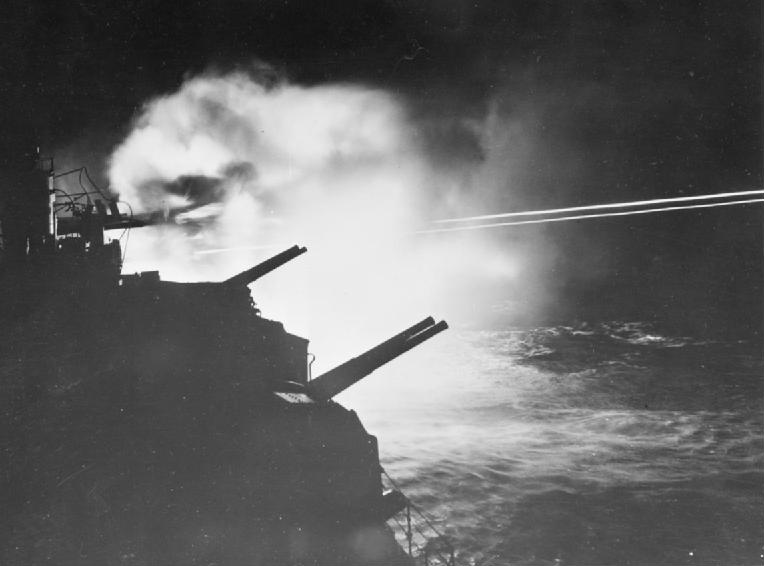
Các khẩu pháo 6 inch của HMS Mauritius đang bắn trong một hoạt động đêm tại vịnh Audierne giữa Brest và Lorient, Pháp, 23 tháng 8 năm 1944

Khi hoàn tất, Mauritius đảm nhiệm vai trò bảo vệ tuyến đường thương mại hàng hải quốc tế tại Đại Tây Dương, và tiếp tục ở lại cùng Hạm đội Nhà Anh Quốc cho đến khi đi đến Đông Ấn vào cuối năm 1941. Nó gia nhập Hạm đội Viễn Đông Anh Quốc vào năm 1942, rồi được rút về để tăng cường cho Hạm đội Địa Trung Hải vào tháng 4 năm 1943. Sau khi được sửa chữa do một vụ mắc cạn, nó hoạt động trở lại vào tháng 6 năm 1943, tham gia Chiến dịch Husky, cuộc đổ bộ lực lượng Đồng Minh lên Sicilia trong tháng 7 như một đơn vị hỗ trợ Lực lượng Đông, tiến hành các hoạt động bắn phá bờ biển.
Đến tháng 9, Mauritius nằm trong thành phần lực lượng bảo vệ cho cuộc đổ bộ lên Salerno; đến cuối năm nó chuyển sang vịnh Biscay tuần tra chống các tàu buôn đối phương vượt phong tỏa trong Chiến dịch Stonewall. Tuy nhiên, nó nhanh chóng được điều quay trở lại Địa Trung Hải, lần này là trong Chiến dịch Shingle, cuộc đổ bộ lên Anzio vào tháng 1 năm 1944. Đến tháng 6, nó bảo vệ cho cuộc Đổ bộ Normandy trong thành phần của Lực lượng D ngoài khơi bãi Sword, rồi tiến hành các cuộc tuần tra tấn công dọc theo bờ biển Brittany trong tháng 8 để quét sạch tàu bè Đức còn lại tại khu vực này. Hoạt động cùng với các tàu khu trục, Mauritius đã đánh chìm Sperrbrecher 157 vào ngày 14-15 tháng 8 và năm chiếc Vorpostenboote vào ngày 22-23 tháng 8. Sau đó nó quay trở về Hạm đội Nhà bảo vệ các tàu sân bay tiến hành không kích dọc theo bờ biển Na Uy và hoạt động chống hạm tàu nổi đối phương của chính nó. Trong đêm 27-28 tháng 1 năm 1945, cùng với HMS Diadem, nó đụng độ với các tàu khu trục Đức, trong đó chiếc Z31 bị hư hại nặng. Sau hoạt động này, nó được tái trang bị tại Cammell Laird từ tháng 2 năm 1945 đến tháng 3 năm 1946.
Sau chiến tranh, Mauritius phục vụ tại Địa Trung Hải, bao gồm sự can dự vào vụ khủng hoảng do băng qua eo biển Corfu vào năm 1946 cùng với Hải đội Tuần dương 15, rồi quay trở về Anh vào năm 1948. Sau một giai đoạn ngắn nằm trong lực lượng dự bị rồi được tái trang bị, nó hoạt động trở lại vào năm 1949 tại Địa Trung Hải cùng với Hải đội Tuần dương 1, vốn được đổi tên từ Hải đội Tuần dương 15, lên đường vào ngày 6 tháng 5 năm 1949. Mauritius trải qua giai đoạn từ năm 1949 đến năm 1951 tại Trạm Đông Ấn cùng với Hải đội Tuần dương 4 cho đến khi nó quay về Chatham vào ngày 18 tháng 12 năm 1951. Nó được đưa về lực lượng dự bị vào năm 1952, và tiếp tục ở lại đây cho đến năm 1965, khi nó được bán cho hãng T. W. Ward Ltd. tại Inverkeithing để tháo dỡ, đến nơi vào ngày 27 tháng 3 năm 1965.